# 2752 Wu Chien-Shiung
2752 Wu Chien-Shiung је астероид главног астероидног појаса са средњом удаљеношћу од Сунца која износи 3,026 астрономских јединица (АЈ).
Апсолутна магнитуда астероида је 11,4.